# Henrik Pedersen (ciclista)
Henrik Breiner Pedersen (Sønder Felding, 3 dicembre 2004) è un ciclista su strada danese che corre per l'Uno-X Mobility. Nel 2023 ha vinto il titolo europeo Under-23 in linea.

## Palmarès
- 2022 (Juniores)

Omloop van Borsele Junior
3ª tappa Internationale Juniorendriedaagse (Velzeke > Velzeke)
Classifica generale Internationale Juniorendriedaagse
1ª tappa Tour du Pays de Vaud (Paudex > Mathod)
Campionati danesi, Prova in linea Junior
- 2023 (Team ColoQuick, una vittoria)

Campionati europei, Prova in linea Under-23
- 2024 (Uno-X Mobility Development Team, una vittoria)

1ª tappa Tour de l'Avenir (Sarrebourg > Ronchamp-Champagney)

### Altri successi
- 2022 (Juniores)

Classifica scalatori Internationale Juniorendriedaagse
Classifica a punti Tour du Pays de Vaud
- 2023 (Team ColoQuick, una vittoria)

Spar Nord Fondens Gadeløb
CarPeople Løbet
- 2024 (Uno-X Mobility Development Team)

3 Dage i Nord - Campione Cup - Hjørring

## Piazzamenti

### Competizioni mondiali
- Campionati del mondo

Fiandre 2021 - In linea Junior: ritirato
Zurigo 2024 - In linea Under-23: 83º

### Competizioni continentali
- Campionati europei

Anadia 2022 - Cronometro Junior: 12º
Anadia 2022 - Staffetta Junior: 6º
Anadia 2022 - In linea Junior: 75º
Drenthe 2023 - In linea Under-23: vincitore
Limburgo 2024 - Cronometro Under-23: 14º
Limburgo 2024 - In linea Under-23: 15º